# Ringsheim
Ringsheim est une commune de l'arrondissement de l'Ortenau du district de Fribourg-en-Brisgau dans le Bade-Wurtemberg en Allemagne.

## Économie
Le village est tout proche du parc de loisirs Europa-Park.
Ringsheim a développé un procédé de traitement des déchets, le Maximum Yield Technology. Strasbourg, distante de 50 km de Ringsheim, a signé un contrat de coopération avec cette dernière en matière de traitement des déchets.

## Jumelage
- Albigny-sur-Saône (France) depuis 1994